# It Might as Well Be Spring
It Might as Well Be Spring ist ein Lied, das im Jahr 1945 von Richard Rodgers komponiert wurde. Der Text stammt von Oscar Hammerstein II. Die Version für den Film Jahrmarkt der Liebe wurde gesungen von Louanne Hogan zur Synchronisation von Jeanne Crain. Bei der Oscarverleihung 1946 wurde das Lied mit einem Oscar in der Kategorie „Bester Song“ ausgezeichnet.
Das Lied wurde vielfach gecovert, unter anderem von Connie Francis, Ella Fitzgerald und Frank Sinatra., ferner von Sol Yaged (gleichnamiges Herald-Album 1956), Ike Quebec (gleichnamiges Blue-Note-Album 1961), Dick Haymes (Decca 18706) und (gleichnamiges Soul-Note-Album 1981).